# Faith: The Unholy Trinity
Faith — відеогра в жанрі survival horror, розроблена Airdorf Games для Windows. Гра складається з трьох розділів; перші два опубліковано Airdorf Games у жовтні 2017 року та лютому 2019 року відповідно, тоді як третій опублікувала New Blood Interactive у жовтні 2022 року як частину Faith: The Unholy Trinity (стилізована як FAI†H: The Unholy Trinity), збірки всіх трьох розділів із додатковими функціями. У грі використовується ретро-графіка, подібна до графіки Apple II або Atari 2600.
Гра отримала позитивні відгуки, критики хвалили гру за її унікальний візуальний стиль, атмосферний сюжет і здатність викликати ностальгічне відчуття класичних ігор жахів.

## Ігровий процес
Гравці керують священником, коли він намагається спочатку завершити невдалий екзорцизм, а потім запобігти виклику великого демона. Основною зброєю гравця є розп'яття, яке завдає шкоди та сповільнює ворогів, якщо його тримати вгорі. Він також може вивільняє від одержимості об'єкти, які зазвичай розкривають нотатки, що розширюють сюжет гри або містять підказки, пов'язані з головоломками.
Гра створена за мотивами 8-бітових комп'ютерних ігор початку 1980-х років, подібних до тих, що були на консолі Atari 2600 або комп'ютері Apple II. Хоча більша частина гри представлена на ізометричному дисплеї з низькою частотою кадрів, у кожній главі використовується кілька ротоскопічних роликів. Крім того, більша частина діалогів представлена через синтезоване мовлення 80-х років, з деякими голосовими лініями та звуковими ефектами, взятими з реальних електронних голосових явищ (EVP), екзорцизми оброблені за допомогою тих самих програм. Музика є поєднанням оригінальної музики та існуючих творів, таких як «Місячна соната» Людвіга ван Бетховена та «Гносьєни» Еріка Саті.
Історія гри натхненна сатанинською панікою 1980-х і 90-х років, коли звинувачення у фізичному та сексуальному насильстві від імені Сатани висувалися проти вчителів, шкіл, настільних рольових ігор, компаній іграшок, музикантів хеві-металу та телебачення/кінокомпанії.

## Сюжет

### Розділ І
21 вересня 1987 року католицький священник Джон Вард повертається до домівки Мартінів у сільській місцевості Стерлінгу, штат Коннектикут, щоб завершити невдалий екзорцизм 17-річної Емі Мартін. Рівно за рік до того Емі вбила своїх батьків і настоятеля Джона, отця Олреда, під час ритуалу екзорцизму, і Джон був травмований цією подією. Емі була ув'язнена в Єльському психіатричному інституті за вбивства, але вона втекла за дев'ять днів до повернення Джона. Коли він наближається до будинку через навколишній ліс, його переслідує блідий людиноподібний монстр, якого він відганяє своїм хрестом.
Зайшовши в будинок, Джон знаходить Емі на горищі. Йому не вдається завершити екзорцизм, і Емі викидається з вікна та тікає в ліс. Тоді Джон знаходить пістолет з однією кулею та повідомленням, написаним задом наперед кров'ю: «ВБИЙ ЇЇ» (Емі).
Постріл із рушниці в будь-яку з п'яти конкретних цілей завершує розділ і призводить до іншої кінцівки. Через вбивство Емі Джона заарештовують за вбивство та звинувачують у видаванні себе за священника. Стрільба по темній фігурі біля сараю закінчується тим, що Джон потрапляє в засідку блідого монстра. Стрільба в оленя призводить до того, що Джон гине від іншого оленя. Розстріл трупа лисиці, залишеного на очевидному ритуальному місці, закінчується тим, що Джона схоплюють і, можливо, приносять у жертву сектанти. Нарешті, стріляючи в блідого монстра (який з'являється біля автомобіля, якщо жодна з вищезазначених цілей не влучена) змушує його повільно відступати дорогою, перш ніж його переїде вантажівка, що проїжджає повз. Останки монстра спантеличують владу і вважаються чупакаброю, а Джон каже, що він не знає, як пояснити, що сталося в будинку Мартінів, але він повинен вірити, що вчинив правильно.

### Розділ II
Розділ починається з того, що інший священик, отець Гарсія, намагається здійснити екзорцизм над підлітком, якого він тримає в полоні, на ім'я Майкл Девіс, який виявляється блідим монстром із розділу I. Він звільняється від своїх обмежувачів, перш ніж Гарсія встигає завершити екзорцизм, і тікає після того, як вбиває і частково з'їдає перехожого.
Потім гравець бере під свій контроль Джона Варда через кілька тижнів після п'ятої кінцівки Розділу I. Джон страждає від кризи віри через події в будинку Мартінів, але тим не менш він відправився на кладовище Геллапа в Коннектикуті, щоб дослідити дивну діяльність. У цвинтарі і за його межами Джона переслідують демонічні істоти, включно з Емі Мартін, які вражають його жахливими видіннями та тортурами, перш ніж зрештою знайти прихований притулок культистів у каналізації. Після того, як він входить у святилище і на нього нападає стара жінка в плащі, з'являється отець Гарсія і просить Джона допомогти перемогти її. Після нападу демонів (де отець Гарсія може померти, якщо його не захистити), жінка перетворюється на жахливого демона. Потім Джон прокидається в своєму ліжку, показуючи, що його нещодавня пригода була сном. Він читає листа від отця Гарсії, в якому він просить допомогти зупинити неминучий виклик могутнього демона.

### Розділ III
Дія третього розділу розгортається з 28 жовтня до півночі на Хелловін, 31 жовтня.
28 жовтня Джон отримує листа від отця Гарсії з проханням обшукати лікарню, де Емі Мартін колись працювала волонтером, і де почалась її одержимість. Спочатку будівля здається покинутою, але всередині на нього нападає понівечена людиноподібна істота і прив'язує його до каталки. Джон тікає від істоти, і його звільняє поліцейський, який був біля будівлі. Коли вони намагаються піти, істота знову атакує, і вони разом працюють, щоб убити її, використовуючи хрест Джона та пістолет офіцера. Джон може піти в цей момент або він може повернутися в підвал лікарні і вирішити головоломку, щоб битися з таємним босом у вигляді демонічної Матері та її дітей; це розкриває зв'язок лікарні з людиною на ім'я Ґері та його культом, який відповідав за одержимість Емі та бажав викликати демона на ім'я Малфас під час події, відомої як Нечестива Субота.
29 жовтня Джон йде до багатоквартирного будинку в Нью-Гейвені, щоб допомогти жінці на ім'я Ліза, його подрузі дитинства, яка надсилала йому листи з проханнями про допомогу. Він думає, що житловий будинок порожній, але незабаром дізнається, що це база операцій культу та можливе місце виклику Малфаса. Знявши магічну печатку, яка заважає йому увійти в кімнату Лізи, він виявляє, що нею вселився демон на ім'я Алу. Джон бореться та виганяє Алу, хоча Ліза може померти в процесі; якщо вона виживає, вона повідомляє Джону, що Ґері Міллер є лідером культу, і просить Джона зупинити його. Якщо гравець виконає певні умови, він відкриє другого секретного боса на ім'я Тіффані, також відомого як Дочка. Вона була членом культу, яка відмовилась від правління Ґері та спробувала самостійно стати демонічною посудиною, але її відкинули. Гравець також розкриває таємний поверх багатоквартирного будинку, виявивши, що орендар квартири збирав тіла, можливо, щоб оживити свого мертвого сина.
30 жовтня отець Гарсія просить Джона дослідити сусідній дитячий садок, де діти поводяться дивно, вважаючи, що це якось пов'язано з культом Ґері. Джон бачить, що дитсадок оточений поліцією, але йому вдається пробратися туди. Діти зникли, але він знаходить малюнки, що вказують на вплив культу Ґері, і таємний хід під школою. Прохід веде до великої культової фортеці, наповненої культистами, перетвореними на демонічних істот. Коли він досліджує фортецю, Джон потрапляє в засідку Ґері, який вводить йому галюциногенну речовину, а потім прокидається глибше у фортеці. Тут Джон може викликати третього таємного боса, Нечестивого Духа, який приймає форму ширяючої голови; Джон може або уникнути його, коли воно переслідує його, або знищити його. Зрештою Джон потрапляє в серце фортеці та протистоїть самому Ґері, який виявляє, що його справжня мета — викликати Антихриста. Джон і Ґері борються, і Джон виходить переможцем. Отець Гарсія прибуває з дробовиком і змушує Ґері відступити. Джон і Гарсія переслідують його, знаходячи вхід до Горнила, джерело сили культу, і зламану святу печатку.

#### Закінчення
Якщо гравець не переміг усіх трьох таємних босів Нечестивої Трійці (Матір, Доньку та Нечестивого Духа), Джон і Гарсія знаходять Горнило запечатаним. Джон запечатує Ґері та демонів у Горнилі. Отець Гарсія просить Джона стати його учнем, щоб він навчив його битися з Ґері, коли той неминуче повернеться. Джон у відповідь висловлює сумніви щодо своїх здібностей. Ця кінцівка має два варіанти, залежно від поведінки Джона. Якщо він врятував Лізу, Гарсія заспокоює Джона і переконує його приєднатися; якщо Джону не вдалося врятувати Лізу, Гарсія змушує його приєднатися, погрожуючи зброєю.
Якщо гравець переміг Нечестиву Трійцю, печатка, що захищає Горнило, знімається. Джон заходить туди й знаходить жахливо деформованого Ґері перед людським скелетом. Він пояснює, що скелет — це його мати, яка невдало намагалася завершити Нечестиву Суботу. Ґері знову нападає на Джона, цього разу зливаючись з іншим демоном (імовірно Малфасом) і тілом його матері, утворюючи могутнього монстра. Джон перемагає цього демона розп'яттям і спалює тіло матері. З'являється Емі Мартін, і Ґері шанобливо приймає її, оскільки вона призначена для Нечестивої Суботи. Однак демон, що володіє Емі, називає його невдахою за те, що він не зміг ініціювати другу смерть, і затягує його в пекло. Потім душа Емі повертається і Джон вибачається перед Емі за те, що втік і не зміг її врятувати; вона прощає його і просить закінчити екзорцизм, упокоївши її душу. Його віра в Господа тепер відновлена. Джон залишає дитячий садок, виявивши, що решта членів культу загинули в перестрілці з поліцією. Потім він може вибрати навчатись мистецтву полювання на демонів у отця Гарсії або покинути місто разом з Лізою (якщо вона вижила) і спробувати жити нормальним життям.
Третя кінцівка можлива, якщо Джон щовечора повертатиметься додому до завершення подій кожної ночі. Якщо він це зробить, Нечестива Субота відбудеться без перешкод і він потрапить у засідку культистів і Емі в своїй домівці. Він опиняється в ветхій будівлі Мартінів, перш ніж знайти ритуальне коло та стати в ньому на коліна; З'являються Емі та Майкл Девіс і тримають його на місці, поки гігантська рука тягне його геть. Будинок зникає, а екран стає чорним, показуючи слова "damnatio memoriae.

## Випуск
Перший розділ вийшов на itch.io 4 жовтня 2017 року. Другий розділ вийшов 22 лютого 2019 року. У листопаді 2019 року розробник Airdorf Games і видавець New Blood Interactive анонсували Faith: The Unholy Trinity, збірку перших двох розділів разом із найновішим випуском, третім розділом. В той самий час перша глава вийшла в Steam як демо для The Unholy Trinity. Unholy Trinity вийшла для Windows через itch.io та Steam 21 жовтня 2022 року та містить нові функції, такі як альтернативні екранні фільтри та «турбо» режим, який збільшує швидкість гри. Консольні версії були згадані разом з Windows в анонсі для The Unholy Trinity, а робота над версією для Nintendo Switch почалася в лютому 2023 року. 1 січня 2024 року почалося попереднє виробництво четвертої глави.

## Відгуки
Відгуки щодо Faith були позитивними. Ноа Сміт з «Rock, Paper, Shotgun» назвав гру «одним із тих маленьких скарбів, на які ти натрапляєш під час своєї щомісячної прогулянки по горорах». Журналіст щоденника San Francisco Chronicle високо оцінив використання ретро-графіки, написавши, що «Раптове прискорення до повного руху від ривчастої двокадрової анімації досить різке, щоб лякати, але все ще достатньо порожнє, щоб гравці були змушені запитати, що на них нападає». Вона була включена до 18 найкращих ігор жахів 2017 року за IGN.